# Districtul Mueang Pan
Mueang Pan (în thailandeză เมืองปาน) este un district (Amphoe) din provincia Lampang, Thailanda, cu o populație de 34.494 de locuitori și o suprafață de 865,103 km².

## Componență
Districtul este subdivizat în 5 subdistricte (tambon), care sunt subdivizate în 53 de sate (muban).
| Nr. | Nume       | În thailandeză | Sate | Locuitori |  |
| --- | ---------- | -------------- | ---- | --------- |  |
| 1.  | Mueang Pan | เมืองปาน        | 8    | 5,646     |  |
| 2.  | Ban Kho    | บ้านขอ          | 13   | 8,160     |  |
| 3.  | Thung Kwao | ทุ่งกว๋าว         | 13   | 9,394     |  |
| 4.  | Chae Son   | แจ้ซ้อน          | 12   | 7,201     |  |
| 5.  | Hua Mueang | หัวเมือง         | 7    | 4,093     |  |